# Mirosternus solitarius
Mirosternus solitarius là một loài bọ cánh cứng thuộc họ Ptinidae.